# Peacock (estrella)
Peacock es el nombre de la estrella Alfa Pavonis (α Pav / HD 193924 / HR 7790). Con magnitud aparente +1.91 es la más brillante en la constelación de Pavo; está situada a 183 años luz del sistema solar. Su nombre, «pavo» en inglés, fue asignado en la década de 1930 al crearse The Air Almanac, un almanaque de navegación usado por la Royal Air Force.
Peacock es una estrella subgigante azul de tipo espectral B2IV y  temperatura superficial de 18 700 K. Visualmente 450 veces más luminosa que el Sol, al considerar la radiación ultravioleta que emite, su luminosidad alcanza 2100 veces la luminosidad solar. Tiene un radio 4.4 veces mayor que el radio solar y una masa entre 5 y 6 veces la del Sol, lo que conlleva que finalizará su vida como una enana blanca. La velocidad de rotación medida, 39 km/s, es baja para una estrella de sus características, lo que implica que su eje de rotación debe estar aproximadamente orientado hacia la Tierra.
Peacock es una estrella binaria cercana, con un período orbital de 11.8 días. La separación entre las dos componentes es de 0.21 au, la mitad de la distancia existente entre Mercurio y el Sol.